# Esther Sanz
Esther Sanz (* 6. Dezember 1974 in Málaga) ist eine spanische Badmintonspielerin.

## Karriere
Esther Sanz gewann 1990 bis 1992, noch als Juniorin startend, vier Titel bei den nationalen Titelkämpfen in ihrer Heimat Spanien. 1992 nahm sie an Olympia teil und wurde 33. im Dameneinzel. In den Folgejahren gewann sie bis 1997 sechs weitere spanische Meistertitel.

## Sportliche Erfolge
| Saison | Veranstaltung                               | Disziplin   | Platz | Name                            |
| ------ | ------------------------------------------- | ----------- | ----- | ------------------------------- |
| 1990   | Spanien: Einzelmeisterschaften              | Damendoppel | 1     | Cristina Gonzalez / Esther Sanz |
| 1991   | Spanien: Einzelmeisterschaften der Junioren | Mixed       | 1     | Rafael Martos / Esther Sanz     |
| 1991   | Spanien: Einzelmeisterschaften              | Mixed       | 1     | David Serrano / Esther Sanz     |
| 1992   | Spanien: Einzelmeisterschaften der Junioren | Dameneinzel | 1     | Esther Sanz                     |
| 1992   | Spanien: Einzelmeisterschaften der Junioren | Damendoppel | 1     | Ester Sanz / Raquel Garcia      |
| 1992   | Spanien: Einzelmeisterschaften              | Mixed       | 1     | David Serrano / Esther Sanz     |
| 1992   | Spanien: Einzelmeisterschaften              | Dameneinzel | 1     | Esther Sanz                     |
| 1992   | Olympia                                     | Dameneinzel | 33    | Esther Sanz                     |
| 1993   | Spanien: Einzelmeisterschaften              | Mixed       | 1     | David Serrano / Esther Sanz     |
| 1994   | Spanien: Einzelmeisterschaften              | Mixed       | 1     | David Serrano / Esther Sanz     |
| 1994   | Spanien: Einzelmeisterschaften              | Dameneinzel | 1     | Esther Sanz                     |
| 1995   | Spanish International                       | Damendoppel | 1     | Dolores Marco / Esther Sanz     |
| 1996   | Spanien: Einzelmeisterschaften              | Mixed       | 1     | David Serrano / Esther Sanz     |
| 1997   | Spanien: Einzelmeisterschaften              | Dameneinzel | 1     | Esther Sanz Barranco            |

## Referenzen
- Esther Sanz in der Datenbank von Olympedia.org (englisch)

| Personendaten    | Personendaten                |
| ---------------- | ---------------------------- |
| NAME             | Sanz, Esther                 |
| KURZBESCHREIBUNG | spanische Badmintonspielerin |
| GEBURTSDATUM     | 6. Dezember 1974             |
| GEBURTSORT       | Málaga, Málaga, Spanien      |